# Norra Sandsjö kirken
Norra Sandsjö kirke (svensk: Norra Sandsjö kyrka) er en kirke i Norra Sandsjö i Nässjö kommun i Småland.
Kirken er fra slutningen af 1100-tallet. I middelalderen blev kirken udvidet.
Johan Printzensköld ligger begravet i Norra Sandsjö kirke.